# Gabriel Bitan
Gabriel Bitan (Bucarest, 23 luglio 1998) è un lunghista rumeno ha vinto la medaglia di bronzo ai europei nel salto in lungo nel 2023.

## Progressione

### Salto in lungo
| Stagione | Misura | Luogo       | Data      | Rank. Mond. |
| -------- | ------ | ----------- | --------- | ----------- |
| 2023     | 7,86 m | Craiova     | 9-7-2023  |             |
| 2022     | 8,07 m | Craiova     | 18-6-2022 |             |
| 2021     | 8,11 m | Smederevo   | 26-6-2021 |             |
| 2020     | 7,73 m | Cluj-Napoca | 5-9-2020  |             |
| 2019     | 7,96 m | Pitesti     | 31-7-2019 |             |
| 2018     | 7,53 m | Cluj-Napoca | 2-6-2018  |             |
| 2016     | 5,32 m | Pitesti     | 4-6-2016  |             |
| 2015     | 7,06 m | Bucarest    | 31-5-2015 |             |
| 2014     | 7,41 m | Baku        | 31-5-2014 |             |
| 2013     | 7,41 m | Utrecht     | 19-7-2013 |             |

### Salto in lungo indoor
| Stagione | Misura | Luogo    | Data      | Rank. Mond. |
| -------- | ------ | -------- | --------- | ----------- |
| 2022/23  | 8,03 m | Istanbul | 3-3-2023  |             |
| 2021/22  | 7,54 m | Bucarest | 27-2-2022 |             |
| 2020/21  | 8,14 m | Bucarest | 6-2-2021  |             |
| 2019/20  | 7,74 m | Bucarest | 29-2-2020 |             |
| 2018/19  | 7,87 m | Bucarest | 20-1-2019 |             |
| 2017/18  | 7,63 m | Bucarest | 4-2-2018  |             |
| 2016/17  | 6,46 m | Bucarest | 25-2-2017 |             |
| 2015/16  | 7,02 m | Bacau    | 23-1-2016 |             |
| 2014/15  | 7,13 m | Bucarest | 22-2-2015 |             |
| 2013/14  | 7,50 m | Bucarest | 16-2-2014 |             |
| 2012/13  | 7,27 m | Bacau    | 24-2-2013 |             |

## Palmarès
| Anno | Manifestazione      | Sede     | Evento         | Risultato | Prestazione | Note  |
| ---- | ------------------- | -------- | -------------- | --------- | ----------- | ----- |
| 2014 | Olimpiadi giovanili | Nanchino | Salto in lungo | 5ª        | 7,32 m      | [ 1 ] |
| 2014 | Olimpiadi giovanili | Nanchino | 8x100 m misti  | 46º (b)   | 1'52"48     |       |
| 2019 | Europei U23         | Gävle    | Salto in lungo | 13º (q)   | 7,49 m      |       |
| 2021 | Europei indoor      | Toruń    | Salto in lungo | 8º        | 7,72 m      | [ 2 ] |
| 2022 | Europei             | Monaco   | Salto in lungo | 16º (q)   | 7,64 m      |       |
| 2023 | Europei indoor      | Istanbul | Salto in lungo | Bronzo    | 8,03 m      | [ 3 ] |
| 2023 | Mondiali            | Budapest | Salto in lungo | 36º (q)   | 7,32 m      | [ 4 ] |

## Campionati nazionali
- 5 volte campione nazionale rumeno nel salto in lungo (2019, 2010, 2021, 2022, 2023)
- 4 volte campione nazionale rumeno indoor nel salto in lungo (2019, 2020, 2021, 2023)

2015
- 9º ai campionati rumeni indoor (Bucarest), salto in lungo - 6,73 m

2016
- 10º ai campionati rumeni indoor (Bucarest), salto in lungo - 6,85 m

2018
- 4º ai campionati rumeni indoor (Bucarest), salto in lungo - 7,63 m
- 4º ai campionati rumenii (Pitesti), salto in lungo - 7,23 m

2019
- Oro ai campionati rumeni indoor (Bucarest), salto in lungo - 7,87 m
- Oro ai campionati rumenii (Pitesti), salto in lungo - 7,96 m

2020
- Oro ai campionati rumeni indoor (Bucarest), salto in lungo - 7,74 m
- Oro ai campionati rumenii (Cluj-Napoca), salto in lungo - 7,73 m

2021
- Oro ai campionati rumeni indoor (Bucarest), salto in lungo - 8,14 m
- Oro ai campionati rumenii (Cluj-Napoca), salto in lungo - 7,80 m

2022
- Argento ai campionati rumeni indoor (Sofia), salto in lungo - 7,54 m
- Oro ai campionati rumeni (Craiova), salto in lungo - 7,91 m

2023
- Oro ai campionati rumeni indoor (Bucarest), salto in lungo - 7,95 m
- Oro ai campionati rumeni (Craiova), salto in lungo - 7,86 m
- Argento ai campionati rumeni (Craiova), staffetta 4x100 m - 40"86

## Altre competizioni internazionali
2013
- Oro al Festival olimpico della gioventù europea ( Utrecht), salto in lungo - 7,41 m
- 4º al Festival olimpico della gioventù europea ( Utrecht), staffetta 4x100 m - 42"86

2014
- Argento ai Trials europei per i Giochi olimpici giovanili ( Baku), salto in lungo - 7,41 m =

2019
- Oro ai campionati balcanici indoor ( Istanbul), salto in lungo - 7,74 m
- 7º ai Campionati europei a squadre, ( Sandnes), salto in lungo - 7,52 m

2020
- 9º ai campionati balcanici indoor ( Istanbul), salto in lungo - 7,44 m

2021
- Argento ai campionati balcanici indoor ( Istanbul), salto in lungo - 7,90 m
- 7º ai Campionati europei a squadre, ( Cluj-Napoca), salto in lungo - 7,40 m
- Oro ai campionati balcanici ( Smederevo), salto in lungo - 8,11 m

2022
- Argento ai campionati balcanici ( Craiova), salto in lungo - 8,07 m

2023
- 4º ai Campionati europei a squadre, ( Chorzów), salto in lungo - 7,68 m
- 6º ai campionati balcanici indoor ( Kraljevo), salto in lungo - 7,48 m